# ロデオ・タンデム・ビート・スペクター
『ロデオ・タンデム・ビート・スペクター』（Rodeo Tandem Beat Specter）は日本のロックバンド、thee michelle gun elephantの6枚目のアルバム。

## 解説
- アルバムの発売日に東京・代々木公園にてフリーライブ「TMGE YOYOGI RIOT」を開催した。このライブでは、インストの2曲は除き、アルバムの楽曲が曲順通りに演奏された[1]。
- オリコン3位は、バンドのアルバムでは最高位である。
- コロムビアからリリースされた最後のオリジナルアルバムとなった。
- 海外盤のみ『GT400』のカップリング曲だった、モナリザが7曲目に収録されている。

## 収録曲
| 全作詞・作曲: チバユウスケ（#7､12はインスト）、全編曲: thee michelle gun elephant。 |                                    |                                  |                                  |      |
| #                                                                                   | タイトル                           | 作詞                             | 作曲・編曲                       | 時間 |
| 1.                                                                                  | 「シトロエンの孤独」               | チバユウスケ （#7､12はインスト） | チバユウスケ （#7､12はインスト） | 5:40 |
| 2.                                                                                  | 「アリゲーター・ナイト」           | チバユウスケ （#7､12はインスト） | チバユウスケ （#7､12はインスト） | 3:06 |
| 3.                                                                                  | 「暴かれた世界」                   | チバユウスケ （#7､12はインスト） | チバユウスケ （#7､12はインスト） | 3:43 |
| 4.                                                                                  | 「ゴッド・ジャズ・タイム」         | チバユウスケ （#7､12はインスト） | チバユウスケ （#7､12はインスト） | 4:58 |
| 5.                                                                                  | 「ベイビー・スターダスト」         | チバユウスケ （#7､12はインスト） | チバユウスケ （#7､12はインスト） | 3:16 |
| 6.                                                                                  | 「リタ」                           | チバユウスケ （#7､12はインスト） | チバユウスケ （#7､12はインスト） | 4:20 |
| 7.                                                                                  | 「ビート・スペクター・ブキャナン」 | チバユウスケ （#7､12はインスト） | チバユウスケ （#7､12はインスト） | 2:16 |
| 8.                                                                                  | 「ターキー」                       | チバユウスケ （#7､12はインスト） | チバユウスケ （#7､12はインスト） | 3:41 |
| 9.                                                                                  | 「ブレーキはずれた俺の心臓」       | チバユウスケ （#7､12はインスト） | チバユウスケ （#7､12はインスト） | 3:00 |
| 10.                                                                                 | 「マーガレット」                   | チバユウスケ （#7､12はインスト） | チバユウスケ （#7､12はインスト） | 4:02 |
| 11.                                                                                 | 「バードランド・シンディー」       | チバユウスケ （#7､12はインスト） | チバユウスケ （#7､12はインスト） | 3:45 |
| 12.                                                                                 | 「ビート・スペクター・ガルシア」   | チバユウスケ （#7､12はインスト） | チバユウスケ （#7､12はインスト） | 1:56 |
| 13.                                                                                 | 「赤毛のケリー」                   | チバユウスケ （#7､12はインスト） | チバユウスケ （#7､12はインスト） | 5:37 |
| 合計時間:                                                                           | 合計時間:                          | 49:20                            |                                  |      |

## 楽曲について
1. シトロエンの孤独
歌詞中に、アルバム名を日本語に直訳した「荒馬2人乗り　ビートの亡霊」という歌詞が登場する。
2. アリゲーター・ナイト
3. 暴かれた世界
13thシングル。アルバム名である「ロデオ・タンデム・ビート・スペクター」という歌詞が登場する。
4. ゴッド・ジャズ・タイム
5. ベイビー・スターダスト
12thシングル。
6. リタ
アナログ盤にはアレンジが異なる別テイクが収録されている。
7. ビート・スペクター・ブキャナン
アナログ盤では「マーガレット」の次に収録されている。
8. ターキー
9. ブレーキはずれた俺の心臓
10. マーガレット
11. バードランド・シンディー
ベースの録音がエレキベースとウッドベースの２通り行われ、ウッドベースで録音したものの方がこの曲に使われている。
12. ビート・スペクター・ガルシア
アナログ盤では「赤毛のケリー」の次に収録されている。
13. 赤毛のケリー
PVが製作されており、千葉県の九十九里浜で撮影されている。後に映画「青い春」のオープニングテーマに使用された。歌詞中の「赤毛のケリー」は直接、日本語では発音されず英語で「long red hair kelly」と発音する。